# Fizică medicală
Fizica Medicală (Medical Physics), cunoscută ca și "Fizică BioMedicală" (BioMedical Physics), "BioFizică Medicală" (Medical BioPhysics) sau "Fizică Aplicată în Medicină" (Applied Physics in Medicine) este o ramură a fizicii care are ca obiect păstrarea și restabilirea sănătății umane și veterinare prin utilizarea materialelor și a echipamentelor tehnice și care studiază în acest scop procesele fizice ale vieții, proprietățile, structurile și funcțiile organismului, cauzele și mecanismele de producere a bolilor, precum și legile fundamentale ale fizicii aplicate în medicină pentru diagnosticarea, tratarea și prevenirea bolilor.  
Fizica Sănătății (Health Physics) este o subspecializare a Fizicii Medicale și se referă la starea de sănătate a populației în urma utilizării radiațiilor și a agenților fizici în condiții de protecție și securitate.
Subspecializări ale Fizicii Medicale:
- Fizica Radioterapeutică:
  - Radioterapia externă
    - teleterapia Röntgen
    - teleterapia cu electroni
    - teleterapia cu fotoni
    - teleterapia cu hadroni

  - Brachiterapia și Curiterapia
  - Hipertermia
  - Terapia cu laseri
  - Terapia cu radiații ultraviolet
- Fizica Imagistică Medicală:
  - Radiologia de Diagnostic și Intervențională:
    - radiografia analogă și digitală
    - fluoroscopia/radioscopia
    - angiografia
    - tomografia computerizată (CT)
    - mamografia
    - radiologia dentară (inclusiv intraorală)
    - densitometrie osoasă (DEXA- dual-energy x-ray absorpțiometrie)

  - Diagnostic cu radiație neionizantă:
    - Diagnostic cu ultrasunete (US):
      - sonografia
      - ecografia

    - Diagnostic cu rezonanță magnetică nucleară (RMN)
      - Imagistică de rezonanță magnetică (MRI)
- Fizica Medicină Nucleară:
  - Terapia radioizotopică (Medicină nucleară)
    - radioiodoterapia

  - Imagistica moleculară:
    - Scintigrafia
    - Gamma camera
    - Tomografie cu emisie de fotoni SPECT (Single Photon Emission Tomography)
    - Tomografie cu emisie de pozitroni PET (Positron Emission Tomography)

  - Radioimmunoassay (RIA)
- Fizica Sănătății:
  - Radiația fondului natural
  - Radioprotecția
  - Protecția radiologică a pacienților împotriva radiațiilor ionizante și a agenților fizici
  - Igiena radiațiilor în sănătatea publică (Medical Radiation Safety/ Medical Health Physics)
  - Securitatea populației împotriva utilizarii radiațiilor non-ionizante pe scală largă
  - Monitorizarea radiologică de arie a locurilor de muncă

- Radiobiologia și Dozimetria:
  - Radiobiologia
  - Dozimetria clinică
  - Detectori și dozimetre (electrometre, detectori, contoare putz, calibratoare de doză, etc.)
- Fizica Oftalmologiei si Optică Medicală:
  - Aplicații optice în medicină
- Laseri medicali:
  - Aplicații laseri tratament și diagnostic
- Fizica Audiologiei clinice și acustica medicală:
  - implanturi auditive
  - acustica medicală
- NeuroFizica
  - fizica neurologică
- CardioFizica
  - fizica cardiovasculară
- Fizica Fiziologică (Tehnici Măsurători Fiziologice):
  - Diagnostic medical (explorări funcționale)
  - Analize Medicale ce folosesc principiile fizicii (Spectrometria Medicală)
- Fizica corpului uman și animal:
  - 1. BioMecanica:
    - Biodinamica
    - Dinamica fluidelor biologice

  - 2. Biomateriale și organe artificiale:
    - proteze și implanturi
    - dispozitive externe și interne
    - histopatologia

  - 3. BioElectroMagnetismul corpului uman și animal:
    - Bioelectrodinamica
    - Biomagnetism
    - Radiația electromagnetică și sănătatea
    - Acupunctura
    - Electrofiziologia
    - Medicina Bioenergetică

- Tehnologia informației aplicată domeniului medical:
  - Aplicații fizice în software utilizate în medicină
  - Pictures Archiving and Comunication Systems (PACS)
  - Digital Imaging and Communications in Medicine (DICOM)
  - Monitoare și ecrane de proiecție folosite pentru citirea imaginilor obținute cu aparatele de imagistică cu radiații ionizante sau ne-ionizante